# R1 (motorväg)
R1 är en motorväg som fungerar som en ringled vid Antwerpen i Belgien. Detta är den inre ringleden vid Antwerpen. En yttre ringled finns också som heter R2.